# 高田村 (群馬県)
高田村（たかたむら）は群馬県の南西部、甘楽郡に属していた村。

## 地理
- 河川：高田川

## 歴史
- 1889年（明治22年）4月1日 町村制施行により、上高田村、下高田村、八木連村が合併し北甘楽郡高田村が成立する。
- 1950年（昭和25年）4月1日 北甘楽郡が甘楽郡と改称する。
- 1955年（昭和30年）3月20日 妙義町（旧自治体）と新設合併し妙義町となる。